# Templo de Nuestro Padre de San Ignacio de Loyola (Bacanora)
El templo de Nuestro Padre de San Ignacio de Loyola es un edificio católico situado en el pueblo mexicano de Bacanora en el este del estado de Sonora. Fue construido en el año de 1627 por el misionero jesuita portugués Pedro Méndez junto a la fundación de la misión de visita de San Ignacio de Loyola. El edificio es catalogado como Conjunto Arquitectónico por el Instituto Nacional de Antropología e Historia (INAH) para su preservación.
La necesidad de edificar un lugar para usarse como misión nació de los habitantes nativos del lugar llamados sisibotaris, quiénes en 1619 pidieron a los evangelizadores españoles la construcción de un templo, y fue hasta 1627 cuando el padre Méndez posicionó aquí tal misión siendo visita de la misión de San Javier de Arivechi. A principio de los años 1760 la iglesia estaba muy deteriorada, según la describió el padre Francisco Fernández y fue reparada en 1764. Después tuvo otra reparación en 1816.
En el año de 2015, especialistas del INAH, registraron y catalogaron 22 piezas que datan del siglo XVIII y se encuentran resguardadas en el interior del templo, las piezas que son entre objetos litúrgicos, esculturas, vestimentas y otros, fueron incluidas en un inventario para su clasificación.